# José Scheinkman

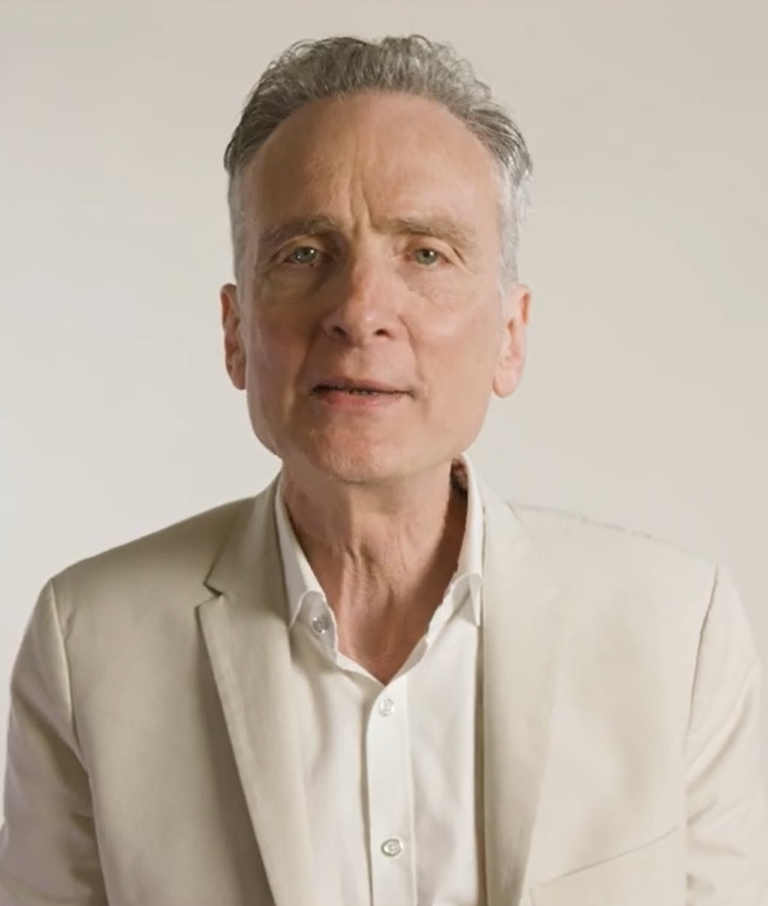
José Scheinkman

José Alexandre Scheinkman (11 de janeiro de 1948) é um economista brasileiro e americano. Atualmente, Scheinkman é Professor Charles e Lynn Zhang de Economia na Universidade de Columbia e também Professor Emérito de Economia Theodore A. Wells '29 na Universidade de Princeton. Ele passou grande parte de sua carreira na Universidade de Chicago, onde atuou como chefe de departamento logo antes de sua partida para Princeton. Ele é mais reconhecido por seu trabalho em finanças, economia matemática (especialmente otimização dinâmica), teoria dos oligopólios, economia das cidades e do crime. Sheinkman também desenvolveu trabalhos pioneiros na intersecção entre finanças e física. Scheinkman também foi pioneiro na aplicação hoje em dia extremamente presente da teoria financeira acadêmica ao gerenciamento prático de risco de rendas fixas durante uma licença que tirou como vice-presidente do Grupo de Estratégias Financeiras da Goldman, Sachs & Co. no final dos anos 1980.

## Início da vida e da carreira
Os pais de Scheinkman, Sara e Samuel, eram membros da comunidade judaica do Rio de Janeiro. Como esquerdistas, seus pais foram dissidentes durante a ditadura militar no Brasil de 1964 a 1985. José cresceu e foi educado no Rio de Janeiro, Brasil. Scheinkman cursou Bacharelado em Economia (1969), na Universidade Federal do Rio de Janeiro, e também  Mestrado em Matemática (1970), no Instituto de Matemática Pura e Aplicada. Durante seus estudos, ele conheceu sua futura esposa, Michele Zitrin, em um retiro anual realizado por muitos judeus no Rio. Juntos e casados aos 22 anos, eles se mudaram para Nova York para que ele pudesse estudar para seu PhD na Universidade de Rochester orientando por Lionel McKenzie. Após concluir o doutorado em 1974, Scheinkman foi contratado como professor assistente no Departamento de Economia da Universidade de Chicago, onde passou os próximos 26 anos.

## Carreira em Chicago
Após somente quatro anos, Scheinkman foi promovido a professor associado em 1978 e depois se tornou professor titular em 1981. Enquanto estava em Chicago, Scheinkman ajudou a construir a atual base de economia matemática dentro de um departamento mais conhecido pela intuição econômica do que pela teoria rigorosa. Scheinkman também participou ativamente da intersecção entre economia a física, tema em que trabalhou em visitar ao Santa Fe Institute. Ele atuou como chefe do Departamento de Economia da Universidade de Chicago entre 1995 e 1998. Logo após isso, Scheinkman mudou-se para a cidade de Nova York e para a Princeton University em 1999.

## Pesquisa
Scheinkman é bastante lembrado pelo seu artigo seminal de seis páginas de 1979 com L. M. Benveniste "On the Differentiability of the Value Function in Dynamic Models of Economics", que fornece condições para modelos primitivos permitindo o tratamento diferenciável padrão de modelos dinâmicos de horizonte infinito. Também muito influente é seu trabalho bastante com David Kreps de 1983, em que mostraram "pré-compromisso de quantidade e competição de Bertrand geram resultados de Cournot" e, assim, forneceram a base moderna do equilíbrio de Cournot como resultado de pré-compromissos de capacidade. Com base em seu interesse na interseção entre economia e física, ele ajudou a extrair e testar algumas das implicações mais salientes da teoria das interações sociais, em uma série de artigos com seu aluno estrela Edward Glaeser (entre outros), para "Growth in Cities "(1992), crime (1996) e" Measuring Trust "(2000). Talvez um dos artigos mais reconhecidos de Scheinkman seja seu trabalho com Kevin Murphy e Sherwin Rosen em "Cattle Cycles" (1994), que fornece uma das aplicações mais nítidas da teoria econômica natural para explicar as variações cíclicas.
Desde que se tornou professor de Princeton, a a agenda de pesquisa de Scheinkman se voltou cada vez mais para as finanças, através de duas linhas distintas mas relacionadas. Em uma série de artigos conjuntos com Lars Hansen e outros co-autores, ele desenvolveu novas ferramentas para resolver e testar modelos de tempo contínuo de séries temporais em finanças. Ao mesmo tempo, ele estudou as causas dos atritos comportamentais e de agência nos mercados financeiros e, especialmente, seus efeitos para as bolhas financeiras. Seu artigo mais proeminente nessa segunda categoria é seu trabalho junto com Wei Xiong, "Overconfidence and Speculative Bubbles" (2003). Nele, os co-autores tornam mais realista e quantitativo a ideia de Harrison e Kreps (1978) de que quando a venda a descoberto é cara, os indivíduos mais otimistas pagam o mercado. Assim, uma bolha pode ser criada por divergências entre os participantes do mercado gerando um valor de opção para vender a alguém mais tolo.

## Alunos
Scheinkman orientou mais de 30 alunos de pós-graduação na Universidade de Chicago e diversos outros em Princeton.  Ao longo de sua carreira, ele foi orientador das teses de economistas proeminentes, incluindo Paul Romer, Albert Kyle, Edward Glaeser, Alberto Bisin, Adriano Rampini e Glen Weyl .

## Atividades fora da academia
Fora de seu trabalho acadêmico, Scheinkman colaborou com várias instituições financeiras e fundos de investimento; ele passou um ano na Goldman Sachs. Ele também é influente na política econômica brasileira. Ajudou a desenolver o texto Agenda Perdida, que propõe uma série de reformas ao governo brasileiro e escrevendo várias colunas para o principal jornal brasileiro Folha de S.Paulo. Scheinkman também fez parte da assessoria econômica da campanha presidencial de Ciro Gomes em 2002.
Scheinkman também foi sócio fundador do fundo de hedge Axiom Investments e esteve envolvido no debate público do Brasil através de textos publicados na mídia e também através de consultorias. Atualmente, ele é membro da Academia Nacional de Ciências dos Estados Unidos e membro da Sociedade Econométrica, da Academia Americana de Artes e Ciências e também da Associação Financeira Americana.